# البيرين (الحيمة الداخلية)

تعديل مصدري - تعديل

البيرين هي إحدى قرى عزلة الأحبوب بمديرية الحيمة الداخلية التابعة لمحافظة صنعاء، بلغ تعداد سكانها 80 نسمة حسب تعداد اليمن لعام 2004.